# Sinningia gesneriifolia
Sinningia gesneriifolia là một loài thực vật có hoa trong họ Tai voi. Loài này được (Hanst.) Clayberg miêu tả khoa học đầu tiên năm 1968.